# Tanya Atwater
Tanya Atwater, née en 27 août 1942 à Los Angeles, est une géophysicienne et géologue marine américaine spécialiste de la tectonique des plaques. Elle est particulièrement connue pour ses recherches sur l'histoire de la tectonique des plaques de l'ouest de l'Amérique du Nord.

## Formation et fonctions
Tanya Atwater naît à Los Angeles, Californie en 1942.  Son père est ingénieur et sa mère botaniste. 
Tanya Atwater commence ses études en 1960 au Massachusetts Institute of Technology, puis obtient son bachelor en géophysique à l'université de Californie à Berkeley en 1965. En 1972, elle soutient un doctorat en géophysique marine à l'institut d'océanographie Scripps de l'université de Californie à San Diego.
Tanya Atwater est professeure au Massachusetts Institute of Technology avant de rejoindre l'université de Californie à Santa Barbara (UCSB) en 1980 où elle est professeure de tectonique. Elle est directrice de l'Educational Multimedia Visualization Center de l'UCSB. À la fin de sa carrière, elle devient professeure émérite de sciences géologiques. Atwater prend sa retraite de l'UCSB en 2007. 

## Carrière
Tanya Atwater est l'une des premières femmes à faire des recherches sur la géologie des fonds de l'océan.
Elle est autrice et co-autrice de 50 articles dans des revues internationales, des volumes professionnels et des rapports majeurs. Sept de ces articles ont été publiés dans les revues Nature ou Science. En 1975, elle devient membre de l'union américaine de géophysique pour ses travaux en tectonophysique (en).  De 1975 à 1977, Tanya Atwater est récipiendaire d'une bourse postdoctorale Sloan en physique.  En 1984, elle remporte le prix d'encouragement de l'Association for Women Geoscientists. Tanya Atwater est membre de l'Académie nationale des sciences, élue pour ses contributions à la géophysique marine et à la tectonique. En 2019, elle reçoit la plus haute distinction de la Société américaine de géologie, la médaille Penrose.

### Découvertes scientifiques

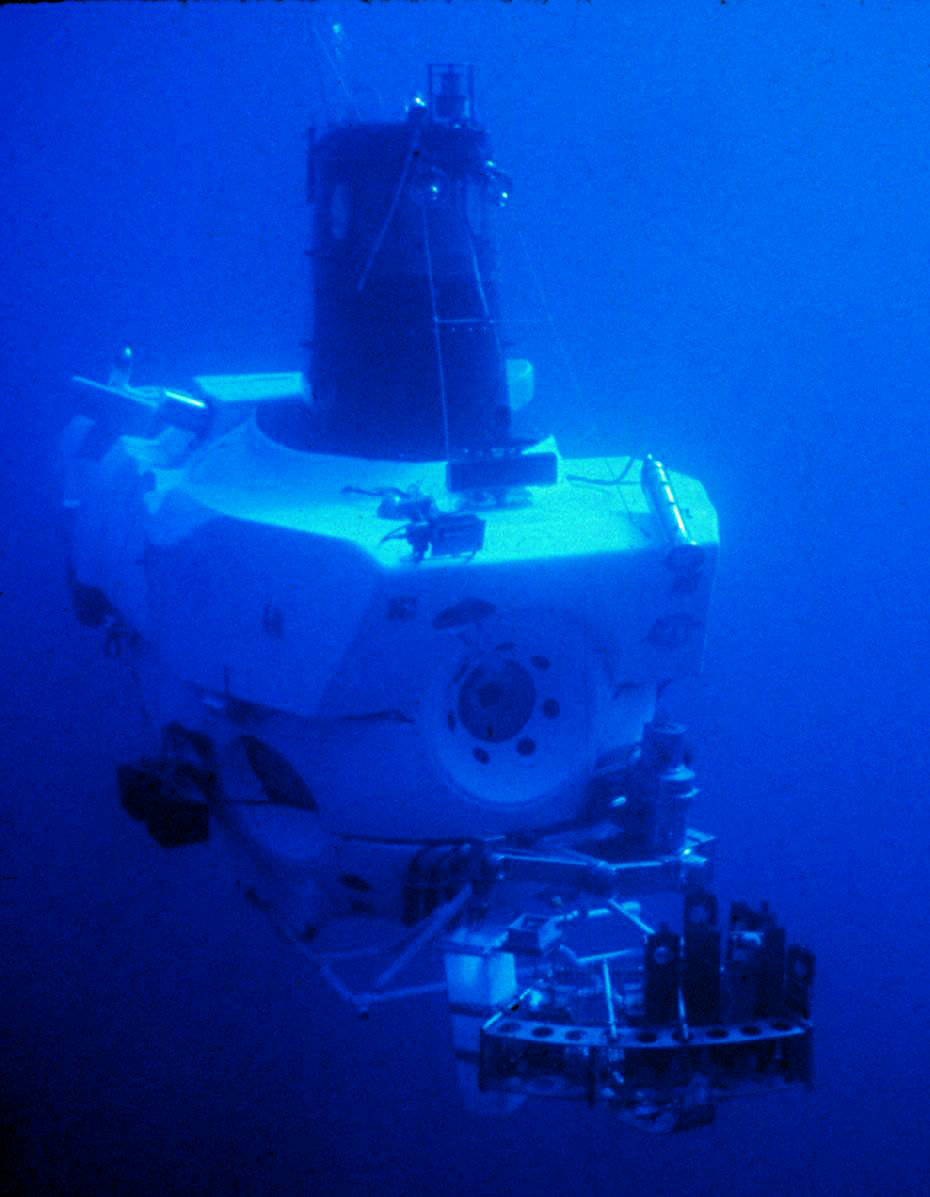
Alvin en 1978, un an après la découverte des monts hydrothermaux.

Tanya Atwater participe à des expéditions océanographiques utilisant des instruments remorqués en profondeur pour explorer le fond de l'océan. À ce jour, elle a participé à 12 plongées en eau profonde dans le sous-marin Alvin. Elle étudie les processus volcano-tectoniques responsables de la création d'une nouvelle croûte océanique dans les centres d'expansion des fonds marins. En 1968, elle coécrit un article de recherche présentant des travaux sur la nature défectueuse des dorsales océaniques. Avec Jack Corliss, Fred Spiess et Kenneth Macdonald, elle joue un rôle clé dans des expéditions qui ont permis de découvrir la biologie spécifique des sources chaudes du fond de l'océan, ce qui a conduit, au cours du projet RISE (en), à la découverte des fumeurs noirs sous-marins à haute température.
Lors des recherches de Tanya Atwater sur la propagation des fissures (en) près des îles Galapagos, elle découvre que les dorsales sont créées lorsque les centres de propagation le long du fond marin sont perturbés par des mouvements tectoniques ou du magma et doivent donc changer de direction pour se réaligner. Cela a aidé à expliquer le fonctionnement complexe des fonds marins.

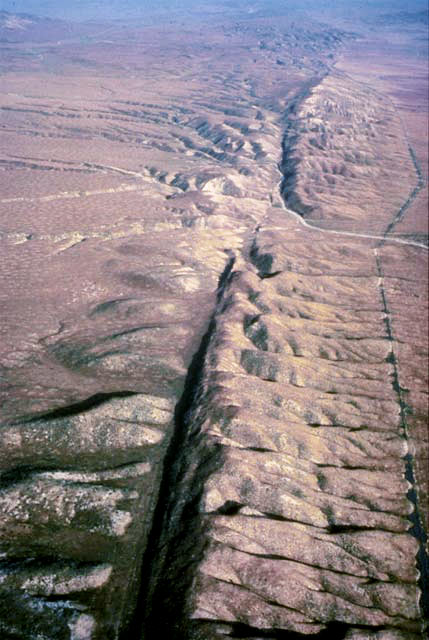
La faille de San Andreas

Tanya Atwater est encore plus connue pour ses travaux sur l'histoire de la tectonique des plaques de l'ouest de l'Amérique du Nord. Elle a travaillé sur l'histoire de l'évolution de la tectonique des plaques en Amérique du Nord et notamment sur les problèmes tectoniques de la faille de San Andreas,.
Elle a également étudié l'évolution géométrique des plaques tectoniques, en intégrant et comparant les enregistrements du mouvement global des plaques avec les enregistrements géologiques continentaux régionaux. Elle a trouvé des relations émergentes qui ont révélé les origines de nombreuses caractéristiques géologiques à grande échelle (par exemple les Montagnes Rocheuses, Yellowstone, la Vallée de la Mort, les Volcans Cascade, les Chaînes Côtières de Californie). 
Dans son article intitulé « Implications of Plate Tectonics for the Cenozoic Tectonic Evolution of Western North America », Atwater établit le cadre essentiel de la tectonique des plaques de l'ouest de l'Amérique du Nord. Son travail, finalisé en 1989, montre qu'il y a environ 40 millions d'années, la plaque de Farallon était subductée sous la plaque nord-américaine et la plaque pacifique. La moitié inférieure de la plaque Farallon a été entièrement subductée sous le sud de la Californie et la moitié supérieure n'a pas coulé, donnant ce qui est connu sous le nom de plaque Juan de Fuca. Depuis que la partie sud de Farallon a complètement disparu, la frontière du sud de la Californie se situe désormais entre la plaque Pacifique et la plaque nord-américaine. La faille de San Andreas est unique car elle agit comme une ligne de faille majeure ainsi que comme une frontière entre la plaque Pacifique et la plaque nord-américaine. 
Atwater s'intéresse à la communication et à l'éducation à tous les niveaux. Elle a développé le Centre éducatif de visualisation multimédia (Educational Multimedia Visualization Center) à l'UCSB pour améliorer la visualisation et la compréhension des phénomènes géologiques, en particulier liés à l'histoire des plaques tectoniques.

## Récompenses et honneurs
- 1975, Fellow, Union américaine de géophysique[16].
- 1980, prix AAAS Newcomb Cleveland pour le meilleur article de recherche dans la revue Science[17].
- 1997, élue à l'Académie nationale des sciences[18].
- 2002, Prix du directeur de la Fondation nationale pour la science pour les universitaires émérites. Ce prix, d'une valeur de 300 000 $ sur quatre ans, est décerné pour aider et honorer d'éminents scientifiques qui cherchent des moyens de traduire la recherche en éducation. L'argent est destiné à fournir aux chercheurs universitaires la possibilité d'étendre leur travail au-delà de leurs institutions d'origine[19].
- 2005, Médaille d'or de la Society of Woman Geographers[20],[21].
- 2009, Médaille Leopold von Buch de la Société allemande des géosciences[17].
- 2019, Médaille Penrose de la Geological Society of America[22].
- 2022, Médaille Wollaston de la Société géologique de Londres[23].

## Principales publications
- (en) H. W. Menard et Tanya Atwater (Reprinted in Plate Tectonics and Geomagnetic Reversals, p. 412-419, W. H. Freeman Co. San Francisco, 1973.), « Changes in direction of sea floor spreading. », Nature, vol. 219,‎ 1968, p. 463-467
- (en) Tanya Atwater (Reprinted in Plate Tectonics and Geomagnetic Reversals, p. 583-609, W. H. Freeman Co., San Francisco, 1973. Reprinted in U.C.S.D., Scripps Inst. Oceanography., Contributions, Vol. 40, Part 2, p. 1249–1271, 1970.), « Implications of plate tectonics for the Cenozoic tectonic evolution of western North America », Bull. Geol. Soc. Amer., vol. 81,‎ 1970, p. 3513-3536
- (en) Tanya Atwater et P. Molnar (Reprinted in U.C.S.D., Scripps Inst. Oceanography., Contributions, Vol. 44, Part 2, p. 1362–1374, 1974.), « Relative motion of the Pacific and North American plates deduced from seafloor spreading in the Atlantic, Indian and South Pacific Oceans », R. L. Kovach and A. Nur, eds., Proc. of the Conf. on Tectonic Problems of the San Andreas Fault, Geological Sciences, v. XIII, Stanford Univ.,‎ 1973, p. 136-148
- (en) Tanya Atwater, « Propagating rifts in seafloor spreading patterns », Nature, vol. 290,‎ 1981, p. 185-186
- (en) Tanya Atwater, « Tectonics of the Northeast Pacific », Transactions of the Royal Society of Canada, series I, vol. I,‎ 1991, p. 295-318
- (en) Tanya Atwater, « Plate Tectonic History of Southern California with emphasis on the Western Transverse Ranges and Santa Rosa Island », dans Weigand, P. W., ed., Contributions to the geology of the Northern Channel Islands, vol. MP 45, Southern California, American Association of Petroleum Geologists, Pacific Section, 1998, p. 1-8